# Dombeya subsquamosa
Dombeya subsquamosa är en malvaväxtart som beskrevs av Bénédict Pierre Georges Hochreutiner. Dombeya subsquamosa ingår i släktet Dombeya och familjen malvaväxter. Inga underarter finns listade i Catalogue of Life.